# Christian Richard Bauer

Christian Bauer (2015)

Christian Richard Bauer (* 11. September 1984 in Hamburg) ist ein deutscher Schauspieler und Sänger.

## Leben
Bauer begann als Kind an der Volksspielbühne Rissen in Hamburg zu spielen und trat dort in über 30 Rollen in unterschiedlichen Stücken auf. Darunter waren Weihnachtsmärchen, niederdeutsche Komödien, aber auch Der Dieb, der nicht zu Schaden kam von Dario Fo, Black Coffee von Agatha Christie und die Hamlet-Persiflage Prinz von Dänemark, sowie zwei niederdeutsche Musicals. Mit zwölf stand er in seiner ersten Hauptrolle auf der Bühne des Kellertheaters Hamburg.
Nach dem Abitur studierte er zunächst deutsche und niederdeutsche Literatur sowie klassische Philologie, bevor er das Schauspielstudium an der Schule für Schauspiel Hamburg aufnahm, unter anderem bei Michael Bogdanov, Jens Roth und Renate Bleibtreu. Vertiefende Schauspiel-Studien folgten am Martz&Walker Acting Studio und an der Chekhov International School bei Lenard Petit aus New York, Hugh O’Gorman aus Long Beach und David Zinder aus Tel Aviv. Parallel studierte er klassischen Musical-Gesang bei Stephan Drakulich an der Joop van den Ende Academy in Hamburg sowie klassischen Gesang der schwedisch-italienischen Schule bei Christian Halseband von der Hochschule Osnabrück. 2010 schloss er das Schauspielstudium mit dem Bühnenreife-Diplom ab. Am Theaterhaus Hildesheim spielte er den Hans von Wittenstein in Jean Giraudoux’ Undine.
Noch während des letzten Studiensemesters wurde er ans Mecklenburgische Staatstheater Schwerin engagiert. Weitere Engagements führten ihn nach Bonn, Braunschweig und auf Tourneen durch Deutschland und die Schweiz. Als Puppenspieler begleitete er eine Opernproduktion sowie eine Konzertreihe für Kinder und erarbeitete mit Rolf Zuckowski ein Schulprojekt, um Kinder an Musik und die niederdeutsche Sprache heranzuführen. Dabei entstand die Kinder-Revue „Deertenhoff“. Seit Frühjahr 2011 spielt er am Ohnsorg-Theater in Hamburg, unter anderem als Demetrius im Sommernachtstraum unter der Regie von Michael Bogdanov. 2015 war er als Jean-Michel im Musical La Cage aux Folles zu sehen, 2018 als Cornelius in Hallo, Dolly! und arbeitete mit Heidi Mahler und Joachim Bliese zusammen. Seit 2016 gastiert er außerdem am Imperial Theater in Hamburg, 2022 war er dort als „Dracula“ zu sehen. 2024 singt er u. a. die Rolle des Pang in “Prinzessin Turandot”, einer Bearbeitung der Puccini-Oper für Kinder am Hamburger Allee-Theater.
2019 drehte er für Glora Studios den plattdeutschen Kinofilm Boot un Dood.
In der Corona-Zeit entstanden die Web-Serie „Garderobengespräche“, der Kurzfilm Der Selbstmörder und das Nichts nach dem Theaterstück Sieben Türen von Botho Strauß sowie das Online-Format „Platt2Go“ für das Ohnsorg-Theater. Sein Kinder-Filmprojekt „Möhlenredder-Show“ gewann den „Emmi“-Preis für Plattdeutsch 2023.
Darüber hinaus übersetzt er Texte ins Niederdeutsche, unter anderem von William Shakespeare und Max Reinhardt, und arbeitet als Sprach- und Schauspielcoach mit Kindern und Jugendlichen sowie als Plattdeutsch-Coach für das Ohnsorg-Theater und das Länderzentrum für Niederdeutsch.
Zusammen mit der Sopranistin Lara-Sophie Scheffler und dem Pianisten Siegfried Gerlich bildet Christian Richard Bauer das “Klaus Groth Trio”, das klassische Liederabende mit niederdeutschen Lyrik-Vertonungen gestaltet.

## Theater
- 2024: Dr. Jekyll & Mr. Hyde – Imperial Theater – Regie: Frank Thannhäuser – Dr. Jekyll / Mr. Hyde
- 2024: Prinzessin Turandot – Allee-Theater – Regie: Nora Schumacher – Pang
- 2023: Die blaue Hand – Imperial Theater – Regie: Frank Thannhäuser – Inspektor Bronson
- 2022: Dracula – Imperial Theater – Regie: Frank Thannhäuser – Graf Dracula
- 2020: Die Tür mit den sieben Schlössern – Imperial Theater – Regie: Frank Thannhäuser – Dick Martin
- 2019: En Mann mit Charakter – Ohnsorg-Theater – Regie: Michael Koch – Detlef Düwel
- 2018: Pippi Langstrumpf – Altonaer Theater – Regie: Ulrich Meyer-Horsch – Donner-Karlsson, Fridolf, Adolf, Kleiner Onkel
- 2018: Patrick 1,5 – Theatergastspiele Fürth – Regie: Thomas Rohmer – Sven Gustavsson
- 2018: Der Mann im Strom – Ohnsorg-Theater – Regie: Murat Yeginer – Taucher, Einbrecher
- 2018: Hello, Dolly! (Musical) – Ohnsorg-Theater – Regie: Frank Thannhäuser – Cornelius Hackl
- 2018: Achtung Deutsch! (Allens Düütsch – oder wat?) – Ohnsorg-Theater – Regie: Ayla Yeginer – Henrik Schlüter
- 2017–2019: Der Fluch des Pharao – Imperial Theater – Regie: Frank Thannhäuser – Inspector Daw
- 2016: Arsen und Spitzenhäubchen – Ohnsorg-Theater – Regie: Frank Thannhäuser – Officer Brophy
- 2016: Dinner für Spinner – Ohnsorg-Theater – Regie: Folker Bohnet – Dr. Archambault
- 2016: Der Rächer – Imperial Theater – Regie: Frank Thannhäuser – Ronald Connolly[4]
- 2015: Der Besuch der alten Dame – Ohnsorg-Theater – Regie: Jens Pesel – Karl Ill
- 2015: La Cage aux Folles – Ohnsorg-Theater – Regie: Frank Thannhäuser – Jean-Michel
- 2014: Der kleine Muck – Altonaer Theater – Regie: Ulrich Meyer-Horsch – Haushofmeister, Frau Ahavzi
- 2014: Der eingebildete Kranke – Ohnsorg-Theater – Regie: Frank Grupe – Cleante
- 2014: Die Nervensäge – Ohnsorg-Theater – Regie: Dirk Böhling
- 2014: Silberhochzeit!?! (When we are married) – Ohnsorg-Theater – Regie: Michael Koch – Gerald Forbes
- 2013: Ein Ritter zum Verlieben – Komödie am Altstadtmarkt – Regie: Florian Battermann – Felix
- 2013: Alles für Mama – Ohnsorg-Theater – Regie: Dirk Böhling – Christian Papenburg
- 2012: Der Ritter aus Taiwan – Contra-Kreis-Theater – Regie: Horst Johanning – Felix Sander
- 2012: Endlich allein – Ohnsorg-Theater – Regie: Adelheid Müther – Robert Butler
- 2011: Ein Sommernachtstraum – Ohnsorg-Theater – Regie: Michael Bogdanov – Demetrius
- 2011: Brand-Stiftung – Ohnsorg-Theater – Regie: Michael Koch – Jan Facklamm
- 2010: Frikadellen – Mecklenburgisches Staatstheater Schwerin – Regie: Hartwig Rudolz – Johannes Melk
- 2010: Undine (Giraudoux) – Theaterhaus Hildesheim – Regie: Michael Bandt – Hans von Wittenstein

## Filmografie
- 2014: Grimmige Liebe – Kurzfilm – Regie: Aida Besic – Björn
- 2015: Sibel und Max – TV-Serie, ZDF/ndF – Regie: Andi Niessner – Martin
- 2020: Boot un Dood – Kinofilm, Gloria Studios – Regie: Sandro Giampietro – Claas Ravens[5]
- 2022: SOKO Köln: Täuschung – TV-Serie, ZDF/Network Movie – Regie: Ulrike Hamacher – Tom Ruff
- 2022: The Social Experiment (Spielfilm)

## Hörspiel
- 2020: Selma – NDR – Regie: Hans Helge Ott
- 2018: Een Fall vun Leevde – NDR – Regie: Hans Helge Ott
- 2017: Düsse Petersens – NDR – Regie: Ilka Bartels – Stefan
- 2017: Kreisliga – NDR – Regie: Michael Uhl – Ole
- 2010: Die Palette – NDR – Regie: Susanne Amatosero – Senti